# عظم الورك

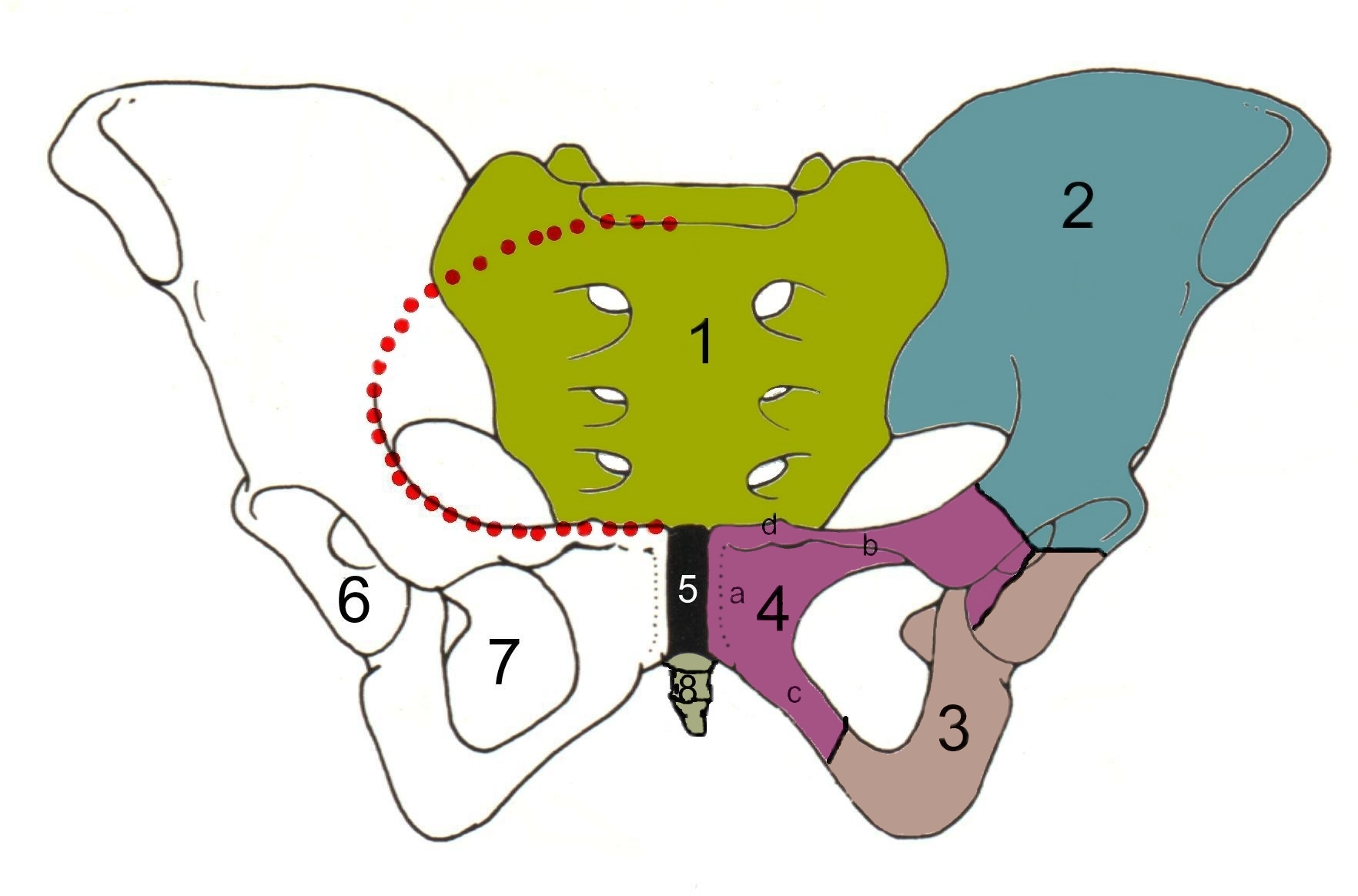
الحوض
1-عظم العجز
2-الحرقفة
3-عظم الإسك
4-عظم العانة
5-الارتفاق العاني
6-الحُق
7-الثقبة السدادية
8-العصعص

عظم الورك أو عظم الحوض يسمى أيضاً العظم غير المسمى أو العظم اللَّامُسَمَّى هو عظم كبير عريض مسطح غير منتظم الشكل، يكون سميكاً في بعض الأمكن، مثل: الحُق، ورقيقاً في أماكن أخرى، مثل: الحفرة الحَـرْقَـفية، وهو في المرحلة الجنينية يكون مؤلفاً من ثلاثة عظام هي عظمة علوية تدعى الحَـرْقَـفَـة، وعظمة أمامية تدعى العانة، وأخرى سفلية خلفية تدعى الإسك، وتلتحم مع بعضها عند الحُق بعد البلوغ.
يحتوي الورك على مفصل زليلي هو مفصل الورك، يشكل عظم الورك الجدار الأمامي والجانبي للحوض عند الإنسان، بينما يشكل عظما العجز والعصعص الجدار العظمي الخلفي للحوض. وفي الأمام يتصل العظمين الوركيين بواسطة مفصل غضروفي يسمى: الارتفاق العاني.

## المكونات
يتكون عظم الورك من اجتماع ثلاثة عظام: عظم الحَـرْقَـفَـة وعظم العانة وعظم الإسك، حيث تكون هذه العظام واضحة عند الأطفال، ولكنها تندمج مع بعضها عند البلوغ، حيث تندمج في تجويف يسمى الحُق.

## صور إضافية

مكان عظم الورك (باللون الأحمر) متحرك.
عظام الورك اليمنى واليسرى.   اليسرى اليمنى
عظمة الورك اليمنى -عن قرب- متحرك.
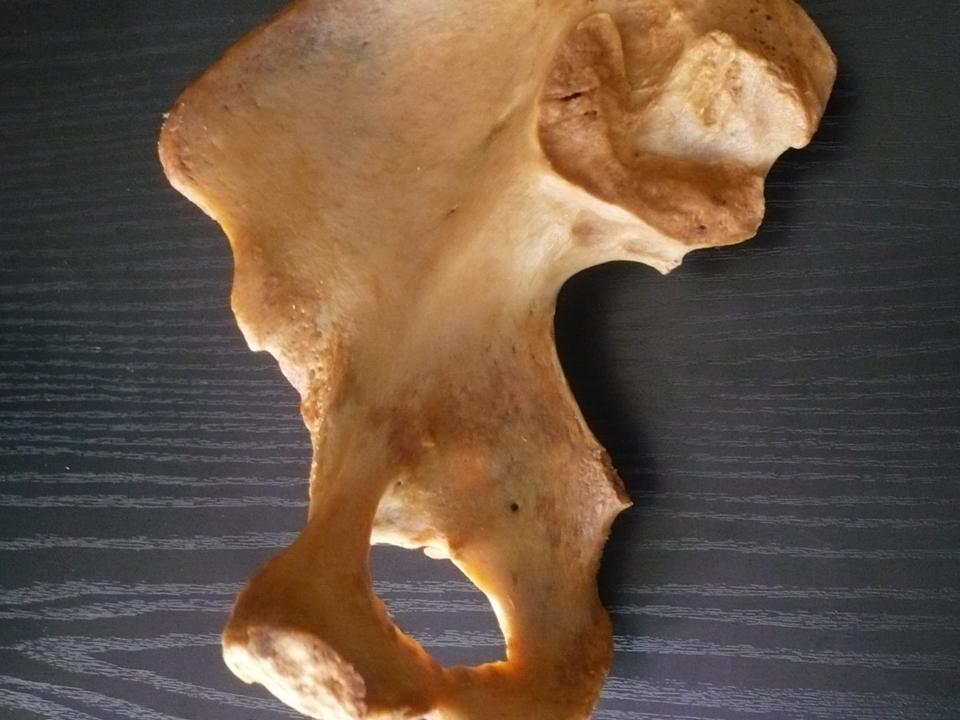
منظر إنسي - صورة حقيقية لعظم الورك.